# Église Saint-Léon d'Anglet
L'église Saint-Léon d'Anglet est une église catholique située à Anglet, en France.

## Architecture
Les galeries et les balustrades datent des XVIIe et XVIIIe siècles.
L'orgue date de 1912.